# Alessandro Pampurino

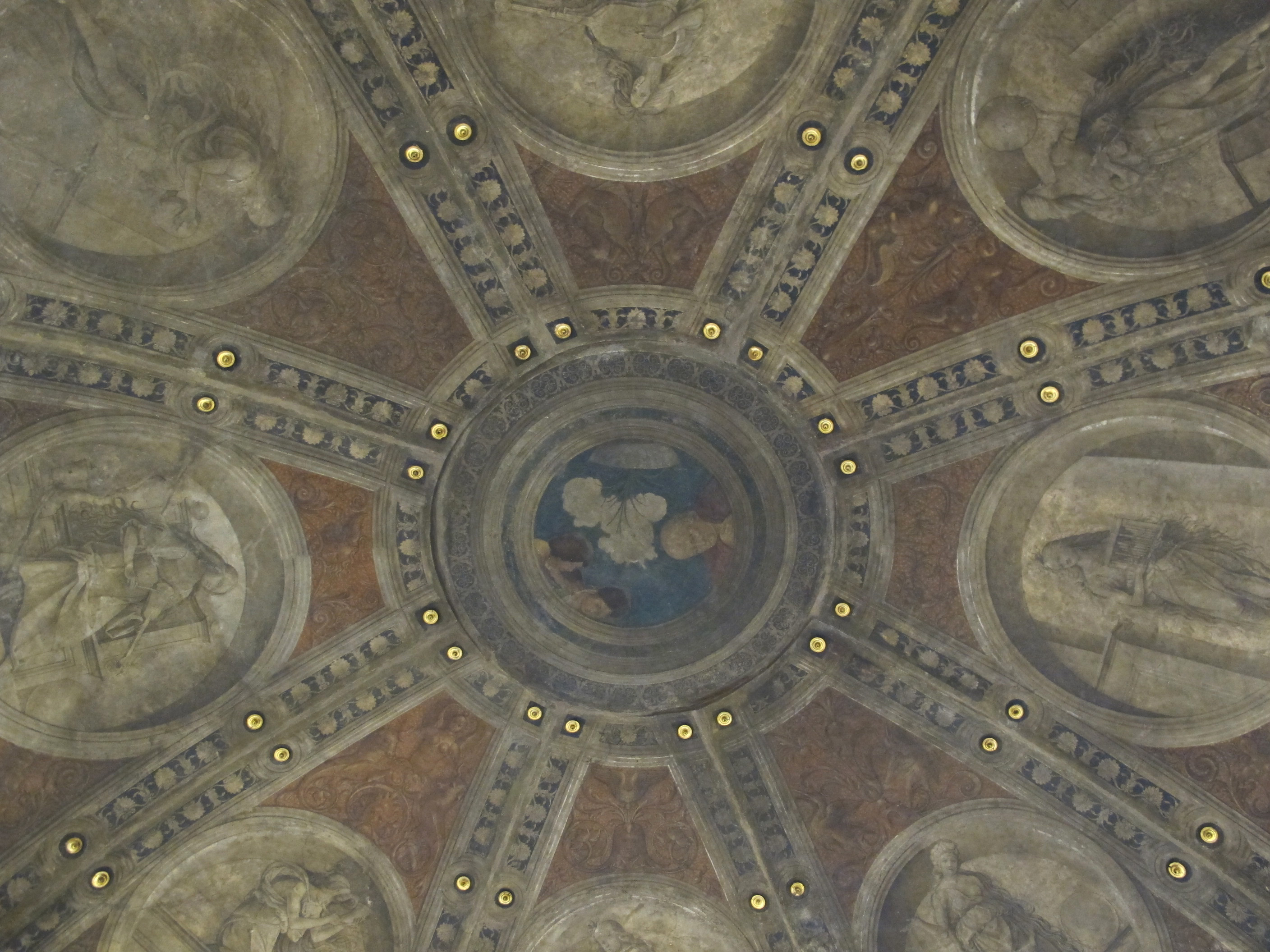
Alessandro Pampurino, affresco del soffitto di Casa Maffi, Cremona, c. 1500

Alessandro Pampurino (Cremona, 1460 – Cremona, 1523) è stato un pittore italiano del Rinascimento.

## Biografia
Nacque, visse e operò a Cremona per tutta la vita. Si sa molto poco di lui se non attraverso le sue opere e alcuni documenti. Era principalmente un pittore di affreschi. Dipinse il soffitto in grisaille su una volta in Casa Maffi, a Cremona. Nell'affresco sono rappresentate le Muse con Apollo. Nelle lunette, disposte a coppie, sono rappresentati i profili delle teste degli imperatori romani e delle rispettive mogli. Nel centro dell'oculo, un vecchio, una donna e un ragazzo guardano verso il basso. Questo affresco è un esempio di schemi decorativi domestici rinascimentali basati sulla mitologia greca e romana, tipica dell'epoca.
Assieme a Bernardino Ricca realizzò dei dipinti nel Duomo di Cremona, nonché gli affreschi dell'abside della chiesa di Santa Maria della Pace.